# Marche-en-Famenne
Marche-en-Famenne (valonă Måtche-el-Fåmene) este un oraș francofon din regiunea Valonia din Belgia. Comuna Marche-en-Famenne este formată din localitățile Marche-en-Famenne, Aye, Hargimont, Humain, On, Roy, Waha, Marloie, Hollogne, Champlon-Famenne, Verdenne și Grimbiémont. Suprafața sa totală este de 121,40 km². La 1 ianuarie 2008 comuna avea o populație totală de 17.134 locuitori. 